# Separatisme
Separatisme of secessionisme is het streven naar een (formele) terugtrekking uit een bestaande organisatie of staat, en het oprichten van een eigen organisatie of staat. Een organisatie of meerdere organisaties die samen separatisme nastreven worden wel een afscheidingsbeweging genoemd.

## Algemeen
In de praktijk wordt de term 'separatisme' vooral gebruikt om staatkundige afscheidingsbewegingen aan te duiden. Dit hoeft niet altijd op nationaal niveau te zijn, maar kan bijvoorbeeld gebeuren op deelstaat-niveau, zoals het streven van het noordelijke, landelijke deel van de staat New York van de Verenigde Staten om zich af te scheiden van de agglomeratie New York. Een van de recentste voorbeelden is de afsplitsing van het kanton Jura van Bern in Zwitserland in 1978. Maar vaker gaat het over een secessie op nationaal niveau, zoals het streven van Quebec om zich af te scheiden van Canada.
Soms is separatisme geen doel op zichzelf, maar een onderdeel van een pan-nationalisme, waarbij een land zich, zodra het zich daadwerkelijk heeft afgescheiden, bij een ander land wil aansluiten. Dit was het geval tijdens de Belgische Revolutie, waarin het Voorlopig Bewind het oorspronkelijke doel had om de Zuidelijke Nederlanden (België) van het Verenigd Koninkrijk der Nederlanden af te scheiden, om daarna meteen op te gaan in Frankrijk. Deutschösterreich probeerde zich in 1918 af te scheiden van Oostenrijk-Hongarije, om vervolgens aan te sluiten bij Duitsland, maar dat mislukte. Echter zou in 1938 de Anschluss hier toch voor zorgen.
In de Servische Republiek in Bosnië-Herzegovina wil men zich afscheiden, om daarna meteen op te gaan in Servië. Binnen de Vlaamse Beweging bestaat er een stroming, die meteen na de Vlaamse onafhankelijkheid zich wil herenigen met Nederland (Grootneerlandisme).
Ook kan separatisme slaan op het zich afscheiden van een organisatie (staten kunnen in die zin ook als organisaties beschouwd worden), bijvoorbeeld een religieuze groepering. Zo was het Lutheranisme een secessie uit de Rooms-Katholieke Kerk.

## Formalisatie
Vaak wordt er een probleem gemaakt rond de formalisering van deze afscheiding. Zo is Taiwan in de praktijk afgescheiden van China, maar deze secessie is nooit geformaliseerd. China heeft verklaard Taiwan de oorlog te verklaren indien ze dit wel doet. Een formalisatie op zich is niet voldoende om tot een werkelijke afscheiding te komen. Zo verklaarde Umberto Bossi van de Lega Nord het noordelijke deel van Italië, Padania, officieel onafhankelijk. Bossi bezat echter niet het gezag om deze formele secessie ook in de praktijk door te zetten.

## Motieven
De motieven van separatisme kunnen erg verschillend zijn. Vaak gaat het om bevrijdingsseparatisme van een bezettende mogendheid, zoals de Zwitsers van het Oostenrijk van de Habsburgers. Andere kunnen van volksnationalistische signatuur zijn, bijvoorbeeld Quebec. Een derde mogelijkheid is een separatisme omwille van economisch-politieke redenen, zoals bij de Confederate States of America. Het Vlaams-nationalisme valt zowel binnen de tweede als de derde categorie.

## Landen die door secessionisme veranderd, verdwenen of ontstaan zijn
- Arabische Federatie: Irak en Jordanië
- Confederatie van Peru en Bolivia: Bolivia en Peru
- Democratische Volksrepubliek Ethiopië: Eritrea en Ethiopië
- Dominion Pakistan: Bangladesh en Pakistan
- Groot-Colombia: Ecuador, Republiek Nieuw-Granada en Venezuela
- Koninkrijk Denemarken: Denemarken en IJsland. Onafhankelijkheidsverklaring in 1944
- Indonesië: Indonesië en Oost-Timor
- Joegoslavië: Bosnië en Herzegovina, Kroatië, Noord-Macedonië, Servië en Montenegro en Slovenië
- Maleisië: Maleisië en Singapore
- Mali-federatie: Mali en Senegal
- Senegambia: Senegal en Gambia
- Servië en Montenegro: Kosovo, Montenegro en Servië
- Sovjet-Unie: Armenië, Azerbeidzjan, Estland, Georgië, Kazachstan, Kirgizië, Letland, Litouwen, Moldavië, Oekraïne, Oezbekistan, Rusland, Tadzjikistan, Turkmenistan, Wit-Rusland
- Tsjecho-Slowakije: Tsjechië en Slowakije
- Verenigde Arabische Republiek: Egypte en Syrië
- Verenigde Staten van Centraal-Amerika: Costa Rica, El Salvador, Guatemala, Honduras en Nicaragua
- Verenigd Koninkrijk der Nederlanden: België en Nederland
- Verenigd Koninkrijk van Groot-Brittannië en Ierland: Ierland en Verenigd Koninkrijk
- Zweden: Zweden en Noorwegen

## Landen waar afscheidingsbewegingen actief zijn
- België: Vlaanderen en Wallonië
- Canada: Québec
- China: Binnen-Mongolië, Taiwan, Tibet en Oost-Turkestan
- Denemarken: Faeröer en Groenland
- Ethiopië: Ogaden en Oromia
- Frankrijk: Bretagne, Corsica, Elzas, Frans-Baskenland, Frans-Catalonië, Frans-Guyana, Franse Antillen en Savoye
- Finland: Fins-Lapland
- Georgië: Abchazië en Zuid-Ossetië
- India: Andamanen en Nicobaren, Assam, Kasjmir, Khalistan, Laccadiven en Sikkim
- Indonesië: Zuid-Molukken en West-Papoea
- Irak: Iraaks-Koerdistan
- Iran: Iraans-Azerbeidzjan en Iraans-Koerdistan
- Israël: Palestina
- Italië: Padania, Mezzogiorno, Sardinië, Sicilië en Zuid-Tirol
- Mali: Azawad
- Marokko: Westelijke Sahara
- Moldavië: Transnistrië
- Nigeria: Republiek Biafra
- Noorwegen: Noors-Lapland
- Oekraïne: Republiek van de Krim
- Rusland: Adygea, Dagestan, Ingoesjetië, Kabardië-Balkarië, Kalmukkië, Karatsjaj-Tsjerkessië, Karelië, Noord-Ossetië, Siberië, Tatarije, Toeva en Tsjetsjenië
- Somalië: Galmudug, Jubaland, Puntland, Somaliland en Zuidwest-Somalië
- Spanje: Baskenland, Canarische Eilanden, Catalonië en Galicië
- Sri Lanka: Tamils
- Syrië: Syrisch-Koerdistan
- Turkije: Hatay, Turks-Koerdistan
- Verenigd Koninkrijk: Noord-Ierland, Schotland
- Verenigde Staten: Alaska, Hawaï, Cascadië en Puerto Rico
- Zweden: Zweeds-Lapland

## Bekende secessionistische groepen
Baskenland
- Batasuna
- ETA

 Oblast Donetsk
- Donetskaja Respoeblika

 Noord-Ierland
- IRA
- Sinn Féin

 Padanië
- Lega Nord

 Quebec
- Parti Québécois

 Schotland
- SNP

 Sri Lanka
- Tamiltijgers

 Vlaanderen
- LDD
- N-VA
- Vlaams Belang (voorheen Vlaams Blok)
- VVB of Vlaamse Volksbeweging
- V-SB

 Wallonië
- Listes Wallon
- Mouvement Citoyens Wallons
- Parti France
- Rassemblement Wallon
- RWF

 Zuid-Molukken
- Front voor de Soevereiniteit van de Molukken (FKM)